# 諏訪新道信号場
諏訪新道信号場（すわしんみちしんごうじょう）は、愛知県豊川市諏訪の、名古屋鉄道豊川線上に設置されている信号場である。

## 概要
名鉄豊川線において、唯一交換設備がない諏訪町駅に代わって列車交換の機能を有する。北側が直線の一線スルー構造となっているが、場内信号機が国府方面からは直線側のみ、豊川稲荷方面からは直線・分岐側の両方にある関係で、交換を行う場合はどちらが先に入線していても基本的に左側通行である。そのため、豊川稲荷方面行きが先着している場合、国府方面行きはポイントの速度制限（25km/h）を受けて通過する。交換を行わない場合は両方面行きとも直線側を通常速度（諏訪町方60km/h、八幡方70km/h以下）で通過する。直線側は両方向への折り返しが可能(定期列車では使用されない)。
なお八幡駅に機能が統合される前は、同信号場も4両分の島式ホームを有する無人駅であった。信号場となってからも線路中心間隔はそのままで、スタフ交換用に短い木製ホームが設置されていたが、自動閉塞化以降現状に改められた。また、駅であった時代にホームへ出入りするため設けられた踏切が現在も当信号場内に残存する（歩行者・自転車専用）。

### 配線図
| ← 豊川稲荷方面 | 諏訪新道信号場 構内配線略図 | → 国府方面 |
| 凡例 出典:     |                             |            |

## 歴史
- 1948年（昭和23年）10月15日：高等師範前駅として開業。
- 1953年（昭和28年）12月16日：島式1面2線の交換駅となる[1]。
- 1954年（昭和29年）4月1日：新道駅と改称[1]。
- 1955年（昭和30年）1月20日：諏訪新道駅と改称。
- 1972年（昭和47年）6月1日：駅機能を八幡駅に統合し、諏訪新道信号場となる[1]。通票交換のためホームは係員用に転用[1]。
- 1982年（昭和57年）12月15日：自動閉塞化に伴いホーム撤去。進行方向を右側通行から左側通行に[1]。

## 隣の施設
名古屋鉄道
TK 豊川線
八幡駅 - 諏訪新道信号場 - 諏訪町駅
かつては八幡駅 - 当信号場間に市田駅（1972年廃止）が存在した。